# نسوية بدئية

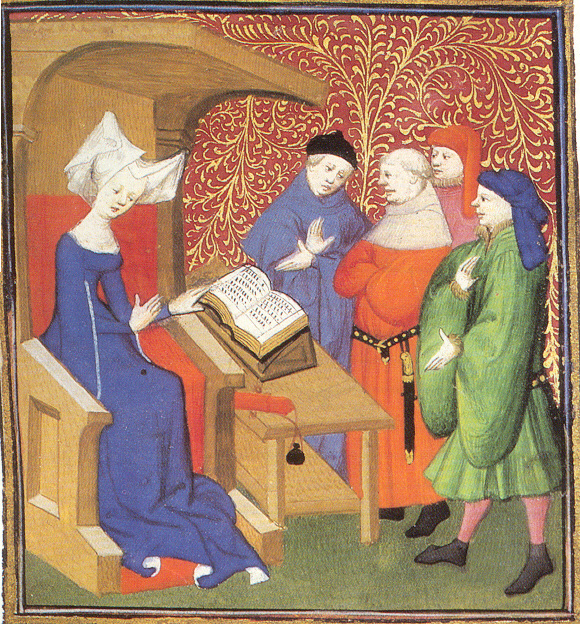

النسوية البدئية أو ما قبل النسوية (بالإنجليزية: Protofeminism)، هو اصطلاح فلسفي يُستخدم للتعبير عن حركة المساواة بين الجنسين في عصر ما قبل مفهوم «النسوية»، أو في الفترة السابقة للقرن العشرين، وهو بذلك يسبق مصطلح «النسوية» الحديث. يُوجد خلاف في الاستخدام الدقيق لمصطلح النسوية البدئية، إذ إن حركة المساواة بين الجنسين في القرن الثامن عشر وفي القرن التاسع عشر تندرج بالأساس تحت مفهوم «النسوية». شكك بعض العلماء الجدد في جدوى مصطلح «النسوية البدئية»، وأيضًا في مصطلح «ما بعد النسوية».

## نظرة تاريخية

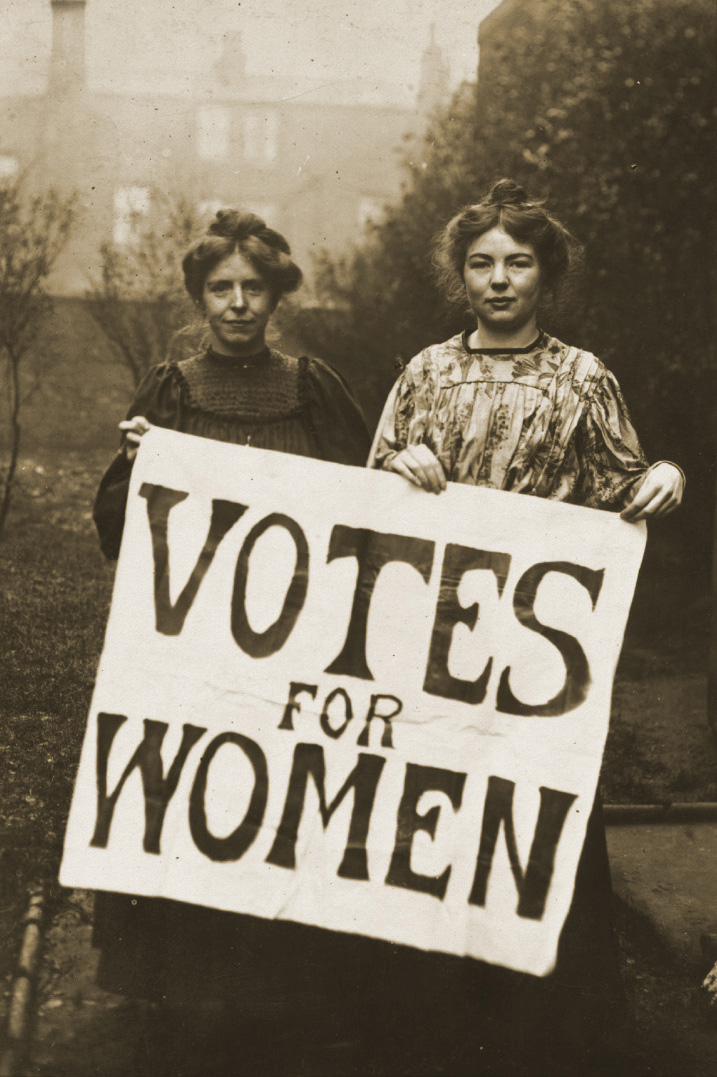
قائدات اتحاد النساء الاجتماعي والسياسي (WSPU) آني كيني (على اليسار) وكريستابل بانكهيرست

### في اليونان القديمة وروما
وفقا لإيلين هوفمان باروخ، فإن أفلاطون «قد دافع من أجل تحقيق المساواة الكاملة بين الجنسين في المجالين السياسي والجنسي، موصيًا بجعلهن أفرادًا ينتمين للطبقة العالية،... أولئك الذين يحكمون ويقاتلون». يناقش أفلاطون دور المراة في الكتاب الخامس من كتاب الجمهورية قائلًا:
أيكون متوقعًا من كلاب الراعي الأنثوية مشاطرة ذكورها مهام الحراسة والصيد؟ ومشاركتها جميع واجباتها؟ أم نترك للذكور مهام العناية الكاملة بالقطيع، في حين نبقي الإناث في البيت منشغلة بحمل ورضاعة صغارها إذ إن ذلك هو ما تقدر عليه؟
ينبغي للمرأة في جمهورية أفلاطون أن تعمل جنبًا إلى جنب مع الرجال، وأن تتلقى نفس التعليم، وأن تشارك على قدم المساواة في جميع مناحي الدولة. الاستثناء الوحيد هو أن تشتغل النساء في أعمال تتطلب قدرات بدنية أقل.
في وقت لاحق، في القرن الأول الميلادي، أنشأ الفيلسوف الرواقي غايوس موسونيوس روفوس خطابًا -من بين واحد وعشرين خطابًا له- بعنون «ينبغي للمرأة أيضًا دراسة الفلسفة». وقد دعى في هذا الخطاب إلى حق المرأة في تلقى ذات التعليم الذي يتلقاه الرجل في مجال الفلسفة، قائلًا: «إذا سألتني ما هو الاتجاه الذي يسفر عن مثل ذلك التعليم، سأجيب؛ بأنه بدون الفلسفة لن يكون أي رجل مثقفًا على النحو اللائق، والأمر ذاته بالنسبة للمرأة .. وعلاوة على ذلك، ليس الرجال وحدهم، بل النساء أيضًا، من لديهم الميل الطبيعي نحو الفضيلة والقدرة على اكتسابها، وطبيعة المرأة لا تقل عن الرجل في ما يخص التحلي بالخير والتمثل به ونبذ ما عداه، وإذا كان هذا صحيحًا، فما المنطق في اعتبار تفكير الرجل وبحثه عن الكيفية التي قد يعيش بها حياة طيبة، وعلى وجه التحديد دراسة الفلسفة، مناسبًا له فقط ولا يناسب المرأة؟»

### العالم الإسلامي
في حين أنه لم تكن هناك حركة نسوية رسمية في الدول الإسلامية في فترة ما قبل الحداثة، كان هناك عدد من الشخصيات المهمة الذين طالبوا باستقلال المرأة وبتحسين حقوقها. فقد دافع ابن عربي، وهو صوفي وفيلسوف في القرون الوسطى، عن بلوغ المرأة مكانة الكمال وإن فُضل الرجل عليها بالبعثة والرسالة قائلًا: «فاجتمع الرجال والنساء في درجة الكمال، وفضّل الرجل بالأكملية، لا بالكمالية. فإن كملا بالنبوة فقد فضّل الرجل بالرسالة والبعثة، ولم يكن للمرأة درجة البعثة والرسالة».
وفي القرن الثاني عشر، أفتى العالم السني ابن عساكر بجواز تعلم المرأة ونيلها الإجازات من أجل نقل النصوص الدينية مثل الأحاديث. وكان ذلك مختصًا بالعائلات المتعلمة، التي أرادت ضمان أعلى مستوى ممكن من التعليم لكل من أبنائها وبناتها. ولكن بعض الرجال لم يوافقوا على هذه الممارسة، مثل الفقيه محمد بن الحاج (المتوفى عام 1336)، الذي راعه أصوات النساء العالية، وكشفهن عوراتهن في حضور الرجال أثناء الاستماع إلى تلاوة الكتب.
وفي القرن الثاني عشر، خلص الفيلسوف الإسلامي والقاضي ابن رشد، تعليقًا على آراء أفلاطون في الجمهورية بشأن المساواة بين الجنسين، إلى أنه على الرغم من أن الرجال أقوى من النساء، فلا يزال من الممكن للمرأة أن تؤدي نفس الواجبات التي يؤديها الرجل. وقد أضاف في بدايات المجتهد (كتاب الفقه المتميز) أن هذه الواجبات قد تشمل المشاركة في الحرب، وأعرب عن استيائه من حقيقة اقتصار مهام غالبية نساء مجتمعه على كونهن أمهات وزوجات. ويقال إن عددًا من النساء قد شاركن في المعارك خلال الفتوحات والفتن الإسلامية، بما في ذلك نسيبة بنت كعب وعائشة.

### أوروبا في العصور الوسطى
كانت وجهة النظر السائدة للمرأة هي أنها أضعف فكريًا وأخلاقيًا من الرجل، وذلك جراء الخطيئة التي ارتكبتها حواء وفقًا للتقاليد التوراتية. استُخدم هذا لتبرير العديد من القيود المفروضة على النساء، مثل إلزامهن بطاعة الآباء أو الأزواج في جميع الأوقات، وعدم السماح لهن بحق التملك. ومع ذلك، أثارت هذه القيود والآراء العديد من الاعتراضات في العصور الوسطى. من بين النسويين البدئيين في العصور الوسطى المعترف بأهميتهم في تطور الحركة النسوية: ماري دي فرانس، وإليانور أوف أكويتين، وبيتيسيا جوزاديني، ونيكولا دي لا هاي، وكريستين دي بيزان، وجادفيغا بولندا، ولورا سيريتا، وَلا مالينش.

#### النساء في ثورة الفلاحين
كانت ثورة الفلاحين الإنجليزيين لعام 1381 تمردًا على العبودية، وقد لعب العديد من النساء أدوارًا بارزة. في 14 يونيو 1381، أنزلن السيد سيمون سودبيري، مستشار ورئيس أساقفة كانتربري، من برج لندن وقطعن رأسه. وكان ذلك بأمر من قائدة المجموعة يوهانا فيرور كجزاء لما فعله من فرض ضرائب باهظة. وقد أمرت أيضًا بقطع رأس السير روبرت هالز أمين الخزانة، لدوره هو الآخر في فرض الضريبة. وبجانب قيادتها لهؤلاء المتمردين، أحرقت فيرور قصر سافوي وأخذت الذهب من خزانة الدوق. قطعت كاثرين جامين وزعيمة آخرى أيضًا رأس جون كافنديش رئيس المحكمة.
تقول سيلفيا فيديريكو، وهي أستاذة مساعدة في اللغة الإنجليزية بكلية بيتس، إن النساء غالبًا ما تكون لديهن رغبة قوية بالمشاركة في الثورات. لقد فعلن كل ما فعله الرجال: كنّ عنيفات بنفس القدر في التمرد على الحكومة، إن لم يكن أكثر من الرجال في ذلك. لم تكن فيرور الوحيدة التي تتولى قيادة الثورة؛ كانت هناك نساء أخريات متورطات في ذلك؛ فقد وجهت إلى امرأة تهمة التحريض على مهاجمة سجن في ميدستون في كينت، وأخرى مسؤولة عن سرقة العديد من القصور؛ الأمر الذي أدى لترويع الخادمات لدرجة أنهن كن خائفات للغاية من العودة للعمل مرة آخرى. رغم عدم وجود الكثير من القيادات النسائية في ثورة الفلاحين، فقد كانت هناك أعداد كبيرة منهن في الحشود، على سبيل المثال، 70 في سوفولك.
كانت لدى النساء أسباب وجيهة تدفعهن للمشاركة في الثورة، وفي بعض الأحيان، للقيام بدور قيادي. إذ كانت ضريبة الرأس (ضريبة تُفرض على كل شخص) لعام 1380 باهظة جدًا بالنسبة النساء المتزوجات، فلذلك ليس غريبًا أن تكون النساء بنفس مستوى عنف الرجال، إن لم يكن أكثر، أثناء مشاركتهن. وقد أظهرت مختلف أعمال العنف المتطرفة التي قامت بها النساء مدى كراهيتهن المتزايدة للحكومة.